# Henri de Baillet-Latour

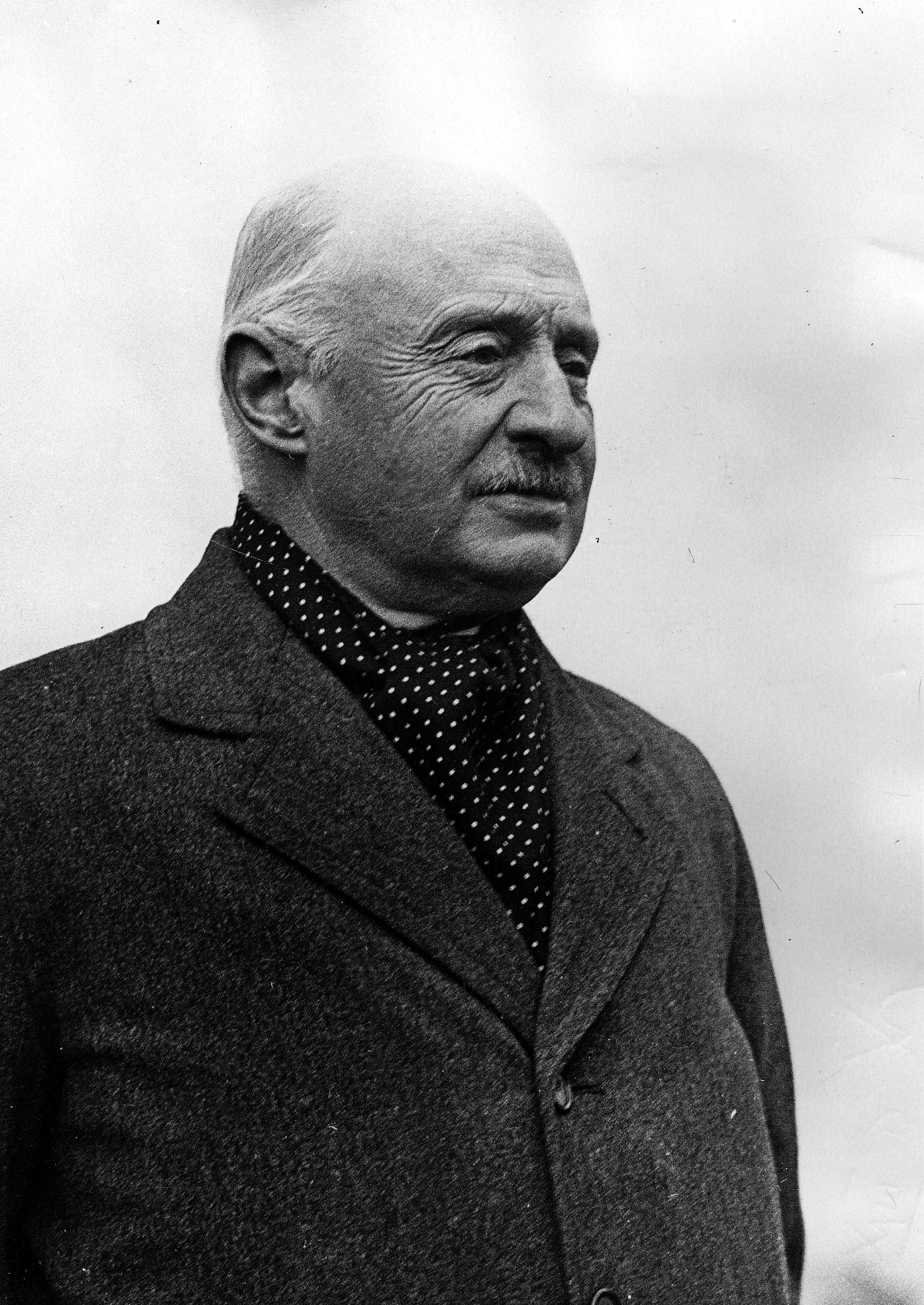
Henri de Baillet-Latour (etwa 1936)

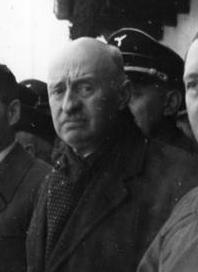
Henri de Baillet-Latour bei der Eröffnung der Olympischen Winterspiele 1936 in Garmisch-Partenkirchen

Der belgische Graf Henri de Baillet-Latour (* 1. März 1876 in Brüssel; † 6. Januar 1942 ebenda) war von 1925 bis zu seinem Tod 1942 der dritte Präsident des Internationalen Olympischen Komitees (IOC).

## Leben
De Baillet-Latour wurde 1903 Mitglied des IOC. Drei Jahre später war er Mitbegründer des Nationalen Olympischen Komitees von Belgien. Theodor Lewald, der für die Reichsregierung der Zivilverwalter Belgiens war, half ihm während des Ersten Weltkrieges, wodurch es Lewald einfacher hatte, IOC-Mitglied zu werden.
Bei den Olympischen Spielen 1920 in Antwerpen übernahm er zentrale Aufgaben in der Organisation. Die ersten Spiele nach Ende des Ersten Weltkriegs, mit deren Ausrichtung Antwerpen erst 1919 betraut wurde, wurden, trotz der kurzen Vorbereitungszeit und der schwierigen Umstände, in denen sich das Land zwei Jahre nach Kriegsende befand, ein großer Erfolg. Der Begründer der olympischen Bewegung, Pierre de Coubertin, hatte ihn als seinen Nachfolger aufgebaut, indem er ihm ermöglichte für das IOC nach Südamerika zu reisen und dort eine Vielzahl nationaler Olympischer Komitees aufzubauen und neue IOC-Mitglieder zu rekrutieren. Diese stimmten dann alle für ihn. Baillet-Latour war, zusammen mit dem amerikanischen YMCA und lokalen Politikern und Sportexperten, zudem in die Verbreitung von noch vielenorts unbekanntem, westlichem Sport in Asien involviert.
Als sich Coubertin 1925 aus dem Amt des IOC-Präsidenten zurückzog, wurde De Baillet-Latour zu dessen Nachfolger gewählt. Er stand der Organisation bis zu seinem Tod 1942 vor. Sein Nachfolger wurde Vizepräsident Sigfrid Edström.